# Peristeri (Elida)
Peristeri  este un oraș în Grecia în Prefectura Elida.